# Un enfant disparaît
Pour plus de détails, voir Fiche technique et Distribution.
Un enfant disparaît' (Ein Kind wird gesucht) est un téléfilm allemand policier réalisé par Urs Egger et diffusé le 15 décembre 2017 sur la chaîne Arte.

## Synopsis
Le téléfilm s'inspire d'une affaire de disparition d'enfant survenue en 2010 en Rhénanie-du-Nord-Westphalie, l'affaire Mirco.

## Fiche technique
- Réalisation : Urs Egger
- Scénario : Katja Röder et Fred Breinersdorfer
- Photographie :
- Musique :
- Production : Lailaps Pictures, handwritten Pictures
- Distribution : Arte
- Durée : 89 minutes
- Diffusion : 15 décembre 2017 sur Arte

## Distribution
- Heino Ferch : Ingo Thiel
- Silke Bodenbender : Sandra Schlitter
- Johann von Bülow : Reinhard Schlitter
- Felix Kramer : Ecki - Mario Eckartz
- Julika Jenkins : Beate Jürgens
- Christian Beermann : Gerhard Weber